# Jamaat-e-Islami Hind

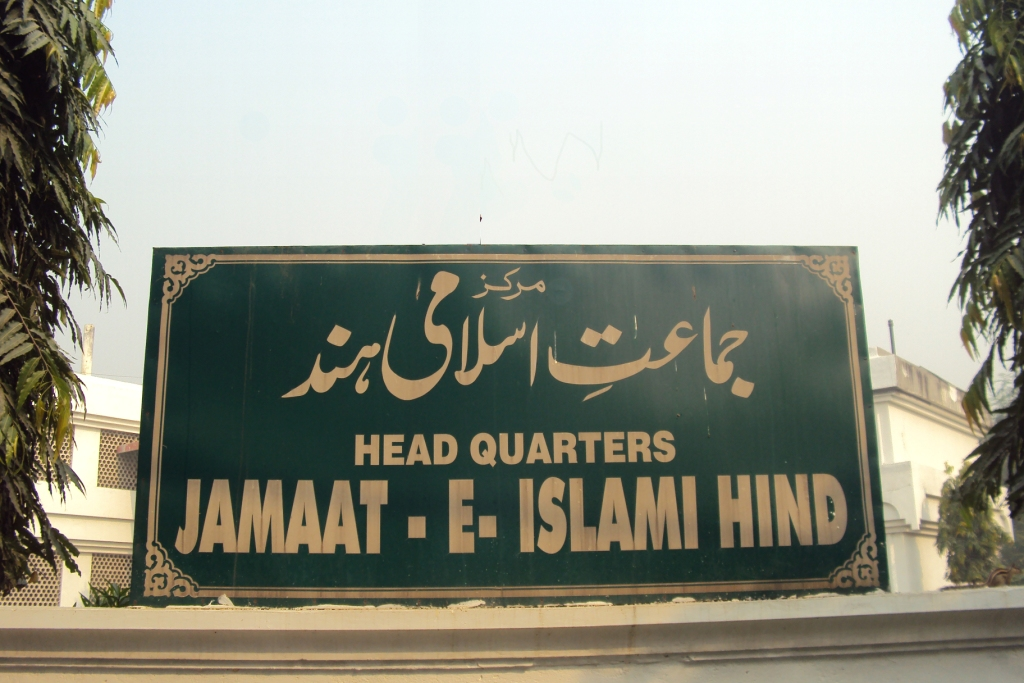
Headquarters In Delhi

La Jamaat-e-Islami Hind (ourdou : جماعتِ اسلامی ہند, hindi : जमात-ए-इस्लामी हिन्द) est l'une des plus grandes organisations islamistes en Inde, qualifiée d'« islamo-démocrate » depuis sa conversion à la démocratie.
Elle est issue de la Jamaat-e-Islami créée avant la partition de l'Inde et qui s'est depuis scindée en plusieurs branches nationales. La branche indienne a été officiellement fondée en avril 1948 lors d'une assemblée à Allahabad (Uttar Pradesh) .
Le groupe est réputé pour la qualité de son organisation, étant particulièrement présent sur le terrain social et l'aide humanitaire,,,.

## Histoire
La Jamaat-e-Islami fut fondée le 26 août 1941 à Lahore par Sayyid Abul Ala Maududi. Après la partition de l'Inde (1947), les membres demeurés dans l'Inde actuelle ont créé à Allahabad, en avril 1948, une branche autonome, avec sa propre Constitution, entrée en vigueur le 13 avril 1956 , et sa propre organisation. 240 militants avaient assisté à cette assemblée fondatrice, élisant Maulana Abul Lais Nadvi comme amir (leader) et établissant le siège du parti à Malihabad, Lucknow, U.P.. Celui-ci déménagea ensuite à Rampur en 1949 puis à New Delhi en 1960.
La JIH fut dissoute sous la période de l'état d'urgence (1975-77) proclamée par Indira Gandhi, autorisée à nouveau après la suspension de l'état d'urgence, puis dissoute à nouveau en 1992, sous P.V. Narasimha Rao. Cette dernière décision fut annulée par la Cour suprême en 1994, qui décrivait alors la JIH comme « une organisation All India [c'est-à-dire non séparatiste ] professant des croyances politiques, séculaires et spirituelles et partageant des croyances sur l'unité divine et la fraternité universelle » .
Jusqu'aux années 1960, la JIH considère l'Inde comme « terre impie » (dar al-kufr) et prône l'établissement d'un État islamique (hukumat-e-ilahiya) . Tout cadre jamaatiste devait abandonner toute fonction publique ou autre emploi favorisant le règne de l'« ignorance » (jâhilîya) .
Elle s'est cependant modérée avec le temps, ce qui provoque une scission en 1976 avec la création du Student Islamic Movement of India (SIMI). Prônant d'abord le boycott des élections, elle prend acte de l'échec de cette stratégie et, sans présenter de candidats et en maintenant l'interdiction de vote pour ses membres, appelle les électeurs musulmans à voter massivement aux élections générales de 1962. Cinq ans plus tard, elle autorise pour la première fois ses membres à voter pour un candidat musulman, à Bhopal, et lève finalement l'interdiction de vote, de façon temporaire, en 1977, afin de favoriser la chute d'Indira Gandhi qui avait interdit le parti. Ceci suscite l'indignation de Maududi, qui dirige la branche pakistanaise du mouvement. Mais l'interdiction de vote est rétablie en 1978, pour n'être définitivement levée qu'en 1984. Le groupe continue cependant à ne pas présenter de candidats aux élections.

## Objectifs actuels
Aujourd'hui, l'objectif affiché de la JIH est « l'établissement d'un mode de vie islamique dans tous les aspects de la vie » (Iqaamat-e-Deen) avec « l'accomplissement du plaisir divin et le succès dans l'au-delà » comme seul motif de cet « effort ». 
Le sécularisme et la démocratie sont toutefois désormais présentés comme un « bienfait divin » (ne'mat), rupture importante par rapport à la Constitution originelle de la Jamaat-e-Islami .
Le parti se présente comme pacifique, ayant notamment prôné la non-violence lors de la destruction de la mosquée d'Ayodhya, en 1992, par des nationalistes hindou (proches du BJP), qui a attisé les tensions intercommunautaires en provoquant des émeutes importantes.
Par ailleurs, la JIH a condamné tout acte terroriste, considéré comme opposé à l'islam, et notamment les attentats du 11 septembre 2001,. Elle a aussi qualifié l'invasion américaine de l'Afghanistan d'« acte terroriste ».
Sur le plan économique, la JIT est plutôt opposée au libéralisme, critiquant la politique gouvernementale sur les investissements directs à l'étranger (IDE), les zones économiques spéciales, la privatisation des services publics (santé, éducation, etc.)... Elle critique le taux élevé d'intérêt auquel elle attribue le nombre important de suicides chez les agriculteurs, et défend une conception de l'économie inspirée de préceptes musulmans.

## Structure et organisation
L'organe de décision est une shura, qui conseille l'amir, actuellement 
Jalaluddin Umri. Une structure hiérarchique, divisée en branches régionales qui épousent la structure administrative de l'Inde, relie ensuite la base à la direction, des organes de conseil régionaux étant présents. Une organisation de jeunesse, la SIO (Students Islamic Organisation of India), créée en 1982, ainsi qu'une branche féminine (Girls Islamic Organisation of India), lui sont accolées.
Le parti prétend avoir 300 000 militants, et son influence est souvent considéré comme allant au-delà du cercle de ses membres, en raison notamment de son action sociale et humanitaire et de sa réputation pour l'intégrité . La JIT participe également à des groupes œcuméniques de dialogue, tels le Mouvement pour la paix et la justice (MPJ)  ou le Forum for Democracy and Communal Amity (FDCA),.